# Neunitz
Neunitz ist ein zur Ortschaft Döben der Großen Kreisstadt Grimma gehöriges Dorf im Landkreis Leipzig in Sachsen. Es wurde am 1. Januar 1967 nach Döben eingemeindet, mit dem es am 1. Januar 1994 zur Stadt Grimma kam.

## Geographie

### Geographische Lage und Verkehr

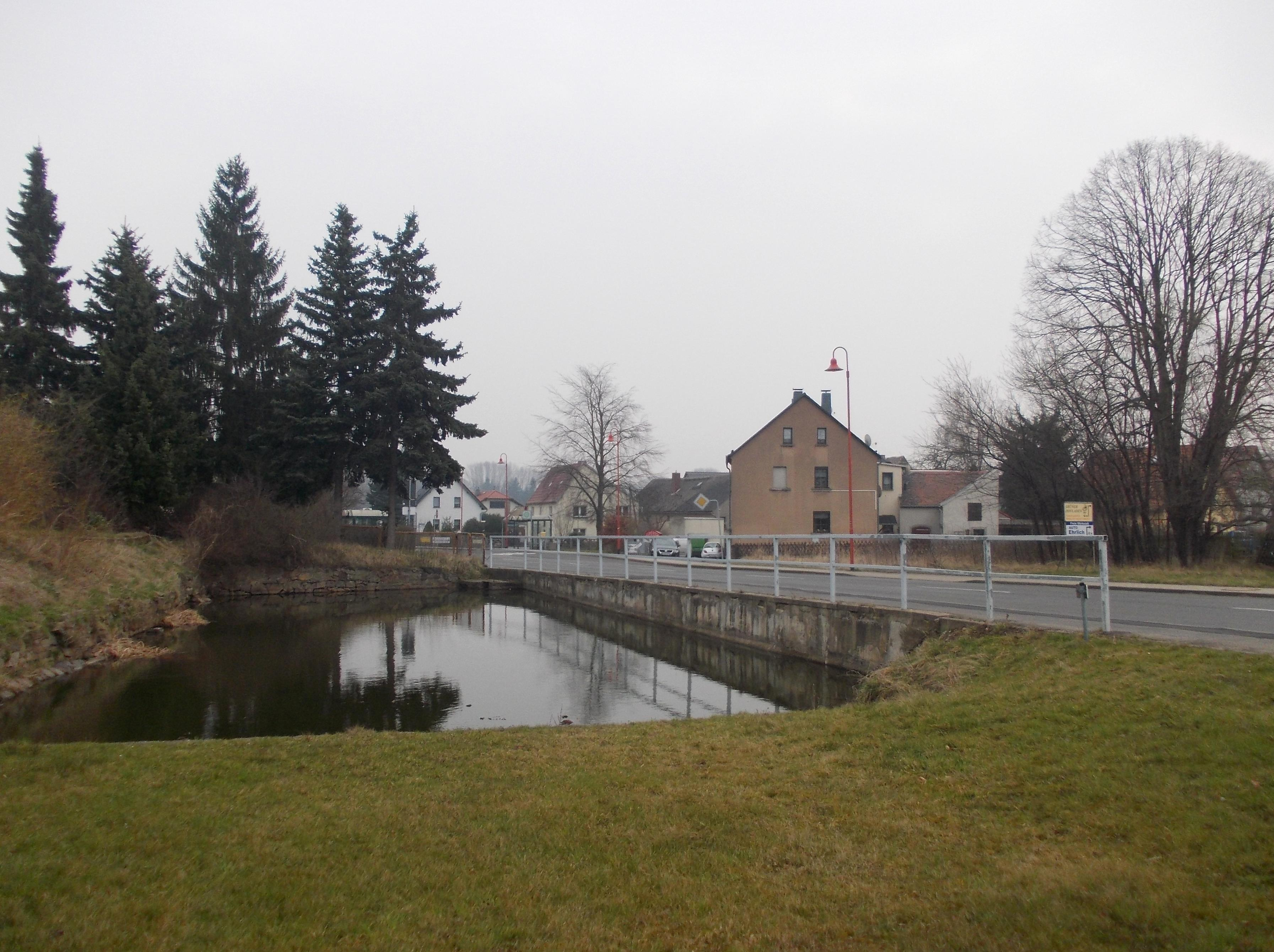
Am Teich

Neunitz liegt etwa 2,5 Kilometer östlich von Grimma. Der Ort besteht aus dem Hauptort Neunitz und der westlich davon gelegenen Siedlung Neuneunitz. Westlich des Orts befindet sich der Grimmaer Stadtwald am Ostufer der Mulde. Durch Neunitz verläuft die Staatsstraße 38 Grimma–Oschatz. Zwischen 1877 und 1945 verlief westlich von Neunitz am Ostufer der Mulde die Bahnstrecke Glauchau–Wurzen (Muldentalbahn), deren Trasse heute als Muldentalbahn-Radweg Teil des Mulderadwegs ist. Der an dieser Bahnstrecke gelegene Bahnhof Grimma unt Bf lag an der Straße von Neunitz nach Grimma und wurde noch bis 1967 im Personenverkehr bedient.

### Nachbarorte
|        | Dorna                                       | Döben     |
| Grimma | Kompassrose, die auf Nachbargemeinden zeigt | Grechwitz |
|        | Kaditzsch                                   |           |

## Geschichte
Die erste belegte Ortsnamenform des Sackgassendorfs Neunitz datiert von 1378 als Nunicz oder Neunycz. Neunitz ist eine slawische Gründung. Es entstand direkt an einer alten Handelsstraße von Breslau über Oschatz und Grimma nach Leipzig. Bezüglich der Grundherrschaft gehörte Neunitz im Jahr 1548 anteilig zum Rittergut Leipnitz im Amt Colditz und als Amtsdorf zum kurfürstlich-sächsischen Erbamt Grimma. Zwischen 1764 und 1856 gehörte Neunitz als Amtsdorf zum kursächsischen bzw. königlich-sächsischen Erbamt Grimma. Bei den im 19. Jahrhundert im Königreich Sachsen durchgeführten Verwaltungsreformen wurden die Ämter aufgelöst. Dadurch kam Neunitz im Jahr 1856 unter die Verwaltung des Gerichtsamts Grimma und 1875 an die neu gegründete Amtshauptmannschaft Grimma. Nach 1945 wurde am unteren Ortsende von Neunitz ein kleiner Braunkohlenschacht aufgewältigt, in dem Rohbraunkohle für den örtlichen Bedarf gewonnen wurde. Die Siedlung Neuneunitz westlich von Neunitz entstand neben einer kleinen Ziegelei und Kohlengrube, in der ebenfalls im Tiefbau gearbeitet wurde.
Durch die zweite Kreisreform in der DDR im Jahr 1952 wurde die Gemeinde Neunitz dem Kreis Grimma im Bezirk Leipzig angegliedert. Am 1. Januar 1967 erfolgte die Eingemeindung nach Döben. Als Teil der Gemeinde Döben kam Neunitz im Jahr 1990 zum sächsischen Landkreis Grimma, der 1994 im Muldentalkreis bzw. 2008 im Landkreis Leipzig aufging. Seit der Eingemeindung von Döben nach Grimma am 1. Januar 1994 bildet Neunitz einen von vier Ortsteilen der Ortschaft Döben der Stadt Grimma.

### Entwicklung der Einwohnerzahl
| Jahr    | Einwohnerzahl                              |
| ------- | ------------------------------------------ |
| 1548/51 | 12 besessene Mann, 6 Inwohner, 7 1⁄2 Hufen |
| 1764    | 12 besessene Mann, 4 Häusler, 5 1⁄2 Hufen  |
| 1834    | 119                                        |
| 1871    | 235                                        |

| Jahr | Einwohnerzahl |
| ---- | ------------- |
| 1890 | 287           |
| 1910 | 387           |
| 1925 | 362           |
| 1939 | 379           |

| Jahr | Einwohnerzahl |
| ---- | ------------- |
| 1946 | 459           |
| 1950 | 437           |
| 1964 | 363           |

## Sehenswürdigkeiten
- St.-Georgen-Kapelle in Neuneunitz